# Petru al II-lea al Iugoslaviei
Petru al II-lea (cunoscut și sub numele de Petru al II-lea Karađorđević; n. 6 septembrie 1923, Belgrad – d. 3 noiembrie 1970, Denver, Colorado) a fost ultimul rege al Iugoslaviei, părinții săi fiind Alexandru I și Maria a Iugoslaviei. A devenit rege la vârsta de 11 ani, după asasinarea tatălui său la Marsilia, pe 9 octombrie 1934.

## Primii ani
Educația sa a început la Palatul Regal. Apoi a urmat școala Sandroyd din Wiltshire, Anglia. La vârsta de 11 ani, Petru i-a succedat tatălui său la tronul Iugoslaviei în 1934, după asasinarea regelui Alexandru I la Marsilia, în timpul unei vizite de stat în Franța. Din cauza vârstei fragede a noului rege, s-a înființat o regență condusă de vărul tatălui său, Prințul Pavle Karađorđevici.

## Al Doilea Război Mondial
Deși regele Petru și consilierii săi s-au opus Germaniei naziste, regentul Prințul Pavle a declarat că Regatul Iugoslaviei ar adera la Pactul Tripartit la 25 martie 1941. La 27 martie, regele Petru, în vârstă de 17 ani, a fost proclamat major, și a participat la o lovitură de stat susținută de britanici care s-a opus Pactului Tripartit.

## Exilul
La Londra, în 1944, regele a decis să se căsătorească, în afara țării sale, cu Alexandra a Greciei (1921-1993), fiica regelui Alexandru I.
La 29 aprilie 1945, proiectul de revenire a regelui este zădărnicit de votul Adunării Constituante din Iugoslavia (ai cărui membri aparțin Partidului Comunist), deschizându-se astfel calea pentru instituirea regimului comunist Tito. Regele a refuzat să abdice.

## După deces
La 4 martie 2007, Prințul Moștenitor Alexandru a anunțat planul ca rămășițele tatălui său să fie repatriate în Serbia. Planul a deranjat unii sârbo-americani. Petru al II-lea a ales mănăstirea ortodoxă Sf Sava ca loc de odihnă din cauza circumstanțelor care i-au afectat țara. După lungi discuții purtate cu guvernul sârb, mutare a fost confirmată în ianuarie 2013 iar locul de înmormânatare urmează să fie mausoleul familiei regale, în Oplenac.
La 22 ianuarie 2013, rămășițele lui Petru s-au întors la Belgrad. Ele vor sta la capela regală fin Dedinje înainte de reînhumarea care va avea loc în luna mai. Prezenți la ceremonia de reîntoarcere au fost primul ministru Ivica Dačić, fiul lui Petru, Alexandru, împreună cu familia sa și Patriarhul Irinej al Serbiei. Acesta din urmă a susținut în mod deschis restaurarea monarhiei sârbe.

## Titluri
- 6 septembrie 1923 - 9 octombrie 1934: Alteța Sa Prințul Moștenitor al Iugoslaviei
- 9 octombrie 1934 – 29 noiembrie 1945: Majestatea Sa Regele [al Iugoslaviei]
- 29 noiembrie 1945 - 3 noiembrie 1970: Majestatea Sa Regele Petru al II-lea al Iugoslaviei